# Robert Stigwood
Robert Stigwood (Adelaide, 16 aprile 1934 – Londra, 4 gennaio 2016) è stato un produttore discografico e produttore cinematografico australiano.

## Biografia
Negli anni sessanta e settanta, è stata una delle figure più illustri del mondo dello spettacolo, grazie alla sua partecipazione come manager di due gruppi musicali britannici, i Cream e dei Bee Gees (australiani d'adozione); produzioni teatrali come Hair e Jesus Christ Superstar; e, produzioni cinematografiche, come il mitico La febbre del sabato sera e “Tommy” degli Who .
Fu Stigwood e il batterista del gruppo, Dennis Bryon (come riportato nella sua autobiografia: "You should be dancing-my life with the Bee Gees", da pag. 142 a pag. 146) a consigliare ai Bee Gees di imboccare la strada prima del Rhythm'n'Blues e poi della Disco music, facendone uno dei gruppi più celebrati del genere.

## Principali produzioni

### Musical
- Hair, (1968)
- Oh! Calcutta!, (1969)
- The Dirtiest Show in Town, (1970)
- Sing a Rude Song, (1970)
- Jesus Christ Superstar, (1971)
- Pippin, (1972)
- John, Paul, George, Ringo ... and Bert, (1974)
- Evita, (1978) (vincitrice nel 1980 di un Tony Award per il Miglior Musical negli Stati Uniti)
- Sweeney Todd: The Demon Barber of Fleet Street, (1979)

### Film
- Jesus Christ Superstar, (1973) (come co-produttore)
- Tommy, (1975)
- Piccoli gangsters, (1976) (come produttore esecutivo)
- La febbre del sabato sera, (1977)
- Attimo per attimo, (1978)
- Sgt. Pepper's Lonely Hearts Club Band, (1978)
- Grease - Brillantina, (1978)
- Times Square, (1980)
- Saranno famosi, (1980) - (come produttore della colonna sonora)
- Guerre stellari - L'Impero colpisce ancora, (1980) - (della saga di Guerre stellari, come produttore della colonna sonora)
- Un'ombra nel buio, (1981)
- Gli anni spezzati, (1981)
- Grease 2, (1982)
- Staying Alive, (1983)
- Evita, (1996)

### Altro
- Music for UNICEF Concert (come organizzatore e produttore esecutivo)